# Les Indes galantes (Staël)
Pour l’opéra-ballet de Rameau ayant inspiré ces toiles, voir Les Indes galantes.
Les Indes galantes (I et II) est un ensemble de deux huiles sur toile peintes par Nicolas de Staël en 1953 à Paris un an après avoir assisté à la première représentation à l'Opéra Garnier de l'Opéra-ballet Les Indes galantes de Jean-Philippe Rameau qui n'avait pas été donné à Paris depuis deux cents ans. Les toiles de Staël sur ce sujet, amorcent un nouveau  « renouvellement continu »  dans la technique et le choix des motifs, tels que le souhaitait l'artiste. Techniquement, il ajoute  selon les termes de Daniel Doebbels « du fin sur l'épaisseur », jetant un voile « infiniment doux » en particulier dans la toile de II, sur une figure nue qui confirme les recherches de l'artiste sur le  nu auquel il déclarait vouloir « s'attaquer » seulement en 1954 dans une lettre à Jacques Dubourg.
Cette douceur masque un tourment que Staël explicite en 1952 dans une lettre à René Char du 12 juin 1952 « Rien n'est plus violent que la douceur. »
Pour un article plus général, voir Œuvres  de Nicolas de Staël.

## Contexte
Nicolas de Staël considère le nu comme un thème important, un classique des grands maîtres auquel il doit se mesurer. Il l'aborde sans le nommer avec ces deux toiles sur le thème de l'opéra-ballet. Dans le spectacle Les Indes galantes « Le jeu de mouvements et des couleurs stimule Staël, mais cette fois, il laisse mûrir ses impressions qui donneront naissance à deux grandes toiles une année plus tard . » Pour l’artiste, Les Indes galantes ne sont pas encore des nus.
Pourtant, il s'agit bien là d'une variété de nu, voilé pour la toile I, corps dénudé pour la toile II. Dès cette année-là, l'artiste consacre énormément  de temps aux études de nu puisqu'on en compte pas moins d'une quinzaine jusqu'à Nu debout-Nu Jeanne (1953) 146 × 89 cm, suivi la même année de Femme assise nue 114 × 162 cm Nu Jeanne (nu de dos) (1953) 146 × 97 cm. L'avant dernier de la série, juste avant Nu debout-Nu Jeanne est Figure accoudée, nu assis 80 × 130 cm.
Jusqu'en 1954, Staël pensait n'avoir pas encore abordé le thème du nu puisqu'il écrit dans une lettre à Jacques Dubourg, en 1954 : « Je vais essayer des figures, nus, portraits et groupes de personnages. Il faut y aller quand même, que voulez-vous, c'est le moment, je ne peux peindre des kilomètres de natures mortes et paysages, ça ne suffit pas. »  Staël faisait-il du nu sans le savoir? Ou bien n'était-il pas satisfait de ces nus qui représentaient sa passion pour une femme, dont les nus couchés ont parfois choqué la critique parce que la plupart sont en position de jouissance physique, comme c'est le cas du Nu couché (1954) (1954) ou plus évident encore : le Nu couché bleu (1955) qui représente une sorte d'orgasme féminin .

## Les œuvres
Les deux Inde galantes ont  attiré au peintre des dithyrambes sans réserve de la presse française et américaine. Dans le magazine Art Digest, James Fitzsimmons considère ces œuvres comme un témoignage « de la vision globale et monumentale de la réalité. »
La technique du peintre qui consiste à « faire de la peinture grossière, mais mettre du fin par-dessus selon ce que Cézanne disait de  Courbet », vaut radicalement pour Les Indes galantes I selon Daniel Dobbels : « Au centre de cette forme blanche, poussée là en plein milieu, fichée comme un tenon, le "fin" dissipe la mort, et embrasse l'élégance insensée de ce monde. »
Harry Bellet considère « qu'on ne peut qu'ajouter le nom de Staël à Botticelli, le nu rose a le bas du dos parfaitement marqué comme le reste de la silhouette.  Le débordement du rose à gauche et à droite semble indiquer le balancement, le déhanchement d'une danseuse. »
C'est au retour de cette exposition à New York de 1953, où le public et la presse l'encensent, que Staël rejoint les Braque à Varengeville. Désespéré par cet engouement qui ne lui plaît qu'à moitié, célébré par un mercantilisme qui l'insupporte, méconnu en Europe, déjà riche, il s'entend dire par Marcelle Braque :  « Vous avez raison Staël, faites attention. Vous avez résisté à la pauvreté, soyez assez fort pour résister à la richesse. »